# Kobolt
Kobolt er det 27. grundstof i det periodiske system og har det kemiske symbol Co. Under normale temperatur- og trykforhold er dette overgangsmetal et gråt og sølvskinnende metal, der er hårdere end stål, men samtidig også skrøbeligt og sprødt.
Den er opkaldt efter kobolden, en bjergtrold som ifølge den folkelige overtro i Tyskland spillede bjergmændene et puds, når de stødte på malm med anderledes egenskaber end dem, de ventede.

## Kemiske egenskaber
Kobolt "opfører" sig i kemisk henseende omtrent som jern og nikkel; det angribes ikke af atmosfærisk luft. I kemiske forbindelser optræder kobolt almindeligvis med oxidationstrinene +2 og +3, men oxidationstrin fra -3 til +4 kendes.

## Tekniske anvendelser
Allerede for 4000 år siden blev koboltholdige mineraler brugt som blåt farvestof i Egypten. Metallisk kobolt bruges i legeringer, f.eks. hurtigstål, hvor de medvirker til at gøre materialet slidstærkt og korrosionsbestandigt, eller tilføjer magnetiske egenskaber, der bruges i magneter (alnico) og magnetiske medier som magnetbånd og disketter.
Kobolts modstandsdygtighed overfor korrosion udnyttes ved at galvanisere andre metaller med det. Kobolt bruges også til elektroder i batterier, som katalysator for en række industrielle kemiske processer, og det indgår i stoffer der hjælper maling, lak m.v. med at tørre.
Den radioaktive isotop kobolt-60 udsender gammastråling. Denne stråling bruges til radioterapi, til at sterilisere ting, der ikke tåler høje temperaturer, og til at opdage strukturelle skader indvendigt i metalemner.

## Historie
Kobolt er i årtusinder blevet brugt til at give glas, glasur og keramik en intens blå farve i mange forskellige kulturer verden over, og kan dateres helt tilbage til år 2600 f.Kr. i ægyptisk keramik. 
En koboltmine  i Iran har øjensynligt været en vigtig kilde fra de tidligste tider.
Opdagelsen af kobolt som et grundstof blev gjort af den svenske kemiker Georg Brandt i perioden fra 1730 til 1737: Han fandt ud af, at kobolt var kilden til den blå farve i glas, og ikke som man troede dengang, bismuth, der ofte findes sammen med kobolt.
Op igennem det 19. århundrede stod Blaafarveværket i Norge for 70 til 80 procent af verdensproduktionen.
Omkring år 1908 kom den største koboltproduktion fra Canada efter tidligere at have være Ny Kaledonien.

## Forekomst og udvinding
Kobolt findes ikke i "fri", metallisk form i naturen, men i form af forskellige malme, primært koboltit, erytrit, glaucodot og skutterudit. Koboltforekomster er ofte "blandet op" med andre metallers malme, og af den grund udvindes kobolt typisk som et biprodukt fra udvindingen af kobber og nikkel.
Det meste kobolt udvindes i den Demokratiske Republik Congo, Folkerepublikken Kina, Zambia, Rusland og Australien, men også Finland, Aserbajdsjan og Kasakhstan råder over forekomster. Og i Ontario i Canada findes byen Cobalt (det engelske navn for kobolt), hvor kobolt udvindes som et biprodukt fra sølv-udvinding.
Sammen med nikkel indgår kobolt i det jern, man finder i meteoroider.

## Kobolt i biologien
Pattedyr har brug for små mængder af kobolt-holdige salte i deres føde; omkring 0,2 mikrogram kobolt om dagen. Blandt andet indgår kobolt i B12-vitamin.
For meget kobolt i kosten (20–30 μg pr. dag) giver anledning til hudsygdomme og forgiftingssymptomer i organerne. Da man i Canada brugte kobolt til at stabilisere skummet på øl, steg dødeligheden blandt ihærdige øldrikkere af, hvad der blev kaldt for "canadisk øldrikker-hjerte"; hjertets muskulatur var blevet svækket af store doser kobolt. Siden er man gået helt bort fra at bruge kobolt i ølproduktionen.

## Isotoper af kobolt
Naturligt forekommende kobolt består af én stabil isotop, kobolt-59 — dertil kendes 22 radioaktive isotoper, hvoraf kobolt-60 har den længste halveringstid med 5,2714 år. De øvrige isotoper har halveringstider fra ca. 9 måneder og nedefter.
Kobolt-59 kan omdannes til det stærkt radioaktive kobolt-60, når det bombarderes med neutroner: Den såkaldte koboltbombe er et atomvåben, som er designet til at udvikle store mængder kobolt-60 og dermed forøge strålingen fra det radioaktive nedfald.